# Gilles de Hautefort
Gilles de Hautefort ou Gilles de Gontaut-Hautefort, chevalier puis comte de Hautefort, né en 1666, baptisé en l'église Saint-Sulpice de Paris le 23 octobre 1666 et mort le 6 février 1727 à Paris, est un officier de marine et aristocrate français des XVIIe et XVIIIe siècles.

## Biographie

### Origines et famille
Gilles de Gontaut-Hautefort est issu de la maison de Hautefort, branche aînée de la famille de Gontaut, famille noble originaire de la province de Guyenne. Il est le sixième enfant de Gilles, troisième marquis de Hautefort, lieutenant général des armées du Roi et premier écuyer de la Reine, et de sa femme Marthe d'Estourmel, dame d'Estourmel, de Templeux, du Mesnil et de Surville (vers 1632-4 novembre 1701). Le couple se marie le 1er juin 1650. Issu de la haute-noblesse, il appartient - selon l'expression de l'historien Michel Vergé-Franceschi à l'« élixir de cour ».

### Carrière dans la Marine royale

#### Débuts pendant la guerre de la Ligue d'Augsbourg
Il entre dans la Marine royale. Il intègre une compagne de gardes de la Marine en 1685; à environ dix-neuf ans. Il connaît ensuite une promotion rapide au début de la guerre de la Ligue d'Augsbourg : enseigne de vaisseau en 1687, il est promu lieutenant de vaisseau en 1691.
Il se distingue au combat de la Hougue le 29 mai 1692. Commandant une chaloupe armée, il coule à fond deux brûlots ennemis, et en remorque un troisième jusque sous le vent du vaisseau amiral d'Angleterre. En considération de sa belle conduite, le roi le nomme capitaine de vaisseau, en 1692, en même temps que le bailli de Lorraine.

#### Missions en Méditerranée
En 1696 à Toulon, Claude de Forbin reçoit l'ordre d'armer deux vaisseaux en Méditerranée, pour protéger les navires de commerce, et donner la chasse aux corsaires ennemis. Il est accompagné de Gilles de Gontaut-Hautefort. Ensemble, ils se rendent devant Alger, pour forcer les Barbaresques à observer la paix. À hauteur de Majorque, ils s'emparent d'un bâtiment anglais qu'ils envoient à Toulon. Après quelques pourparlers avec les Algériens, Forbin met les voiles en direction de Céphalonie, d'où il revient bientôt pour aller croiser devant le phare de Messine. Alors qu'il était sur les côtes de Calabre, il force deux corsaires majorquins à s'échouer. Forbin évoque ce passage dans ses Mémoires.

« Mes deux Vaisseaux étoient de cinquante pieces de canon. Le second étoit monté par le Comte de Hautefort. [...]  Ces parages font très-dangereux pour les Marchands, je voulus mettre ceux-ci à couvert d'insulte, autant qu'il me seroit possible. Pour cet effet je détachai le Comte de Hautefort avec les deux Corsaires que j'avois pris. II fut à leur rencontre. »

Il commande la frégate La Gaillarde, qui faisait partie de l'escadre du chevalier de Coëtlogon, chargée, en 1698, de lutter contre les corsaires salétins en Méditerranée.

#### Guerre de Succession d'Espagne
Il est fait chevalier de Saint-Louis le 2 janvier 1703. Le 24 août 1704, à la bataille navale de Vélez-Málaga, il commande L'Entreprenant, de 58 canons, dans le corps de bataille, placé sous les ordres du comte de Toulouse, Amiral de France. Son navire est situé, dans la ligne de bataille, immédiatement après Le Terrible, 102 canons, matelot du vaisseau amiral, Le Foudroyant, monté par le comte de Toulouse. Le roi Louis XIV écrit au vice-amiral de Tourville le 30 septembre 1704 une lettre autographe conservée au château de Hautefort, où, après avoir complimenté l'amiral sur sa conduite au siège de Gibraltar, il parle de la mort du lieutenant-général de Relingue et dit :

« J'ai ouï dire que le chevalier de Hautefort, capitaine de vaisseau, a des qualités qui nous conviendroient. Je crois que vous ne pouvez choisir mieux ; il servira comme de Relingue faisoit, et cela ne l'empêchera pas de faire son chemin dans la marine. Je suis persuadé que vous ne sauriez mieux choisir. »

Il est élevé au grade de chef d'escadre le 6 octobre 1712, puis à celui de lieutenant-général des armées navales en 1722. Fait commandeur de l'ordre royal et militaire de Saint-Louis le 1er juillet 1726, Gilles de Gontaut-Hautefort meurt sans postérité, à Paris, le 6 février 1727, et est inhumé en l'église Saint-Sulpice.

## Jugement par ses contemporains
Dans ses Mémoires, Saint-Simon juge le chevalier de Hautefort avec sévérité:

« Hautefort, écuyer du comte de Toulouse, était un rustre qui, sans aucune vertu ni philosophie, s'était persuadé d'affecter l'une et l'autre pour se faire admirer aux sots, et sa place auprès du comte de Toulouse l'avait fait arriver à bon marché dans la marine. »

### Sources et bibliographie
- Histoire Généalogique et Héraldique des Pairs de France sur Google Livres, 1822, page 96
- Théophraste Renaudot, Gazette de France, Volume 2 sur Google Livres, pages 219-220
- Victor Cousin, Madame de Hautefort: nouvelles études sur les femmes illustres et la société sur Google Livres, Didier, 1868, page 245
- Michel Vergé-Franceschi, Les officiers généraux de la marine royale: 1715-1774. Le littoral, l'intérieur, Librairie de l'Inde, 1990, page 86
- Saint-Simon, Mémoires complets et authentiques sur Google Livres, A. Sautelet & Cie, 1829, page 171
- Claude de Forbin, Mémoires du Comte de Forbin Claude, chef d'escadre sur Google Livres, page 374
- M. d'Aspect, Histoire de l'Ordre royal et militaire de Saint-Louis, vol. 3, Paris, chez la veuve Duchesne, 1780 (lire en ligne), p. 292